# Cerda
Cerda település Olaszországban, Szicília régióban, Palermo megyében. Lakosainak száma 4923 fő (2023. január 1.). Cerda Aliminusa, Collesano, Sciara, Scillato, Sclafani Bagni és Termini Imerese községekkel határos.

## Népesség
A település lakossága az elmúlt években az alábbi módon változott:
| Lakosok száma | 5235 | 5176 | 4923 |
|               | 2017 | 2018 | 2023 |